# 交響曲第78番 (ハイドン)
交響曲第78番 ハ短調 Hob. I:78 は、フランツ・ヨーゼフ・ハイドンが作曲した交響曲。

## 概要
第76番や第77番と同様に、実現しなかったイギリスでの演奏旅行のために1782年に作曲された3曲の交響曲（これらは『イギリス交響曲』とも呼ばれている）の一つであり、短調の交響曲は第45番『告別』（1772年）以来、実に10年振りに作曲された。

## 編成
フルート、オーボエ2、ファゴット、ホルン2、弦五部。

## 曲の構成
全4楽章、演奏時間は約20分。
- 第1楽章 ヴィヴァーチェ
ハ短調、4分の3拍子、ソナタ形式。

第1楽章はあまり長くないが、緊張感がある。提示部はハ短調で始まり、途中で変ホ長調に転調する。展開部と一体化した再現部では型通りハ短調のまま曲が終わる。
本作の後にハイドンは短調の交響曲を3曲（第80番、第83番『めんどり』、第95番）書いているが、いずれも第1楽章は出だしだけが短調で、長調で曲を終えているため、第1楽章が短調で終わる交響曲はこの曲が最後となる。

- 第2楽章 アダージョ
変ホ長調、4分の2拍子、ソナタ形式。

全体的に穏やかな曲である。

- 第3楽章 メヌエット：アレグレット
ハ長調、4分の3拍子。
ハ長調だが、しばしば短調に転ずる。管楽器のみで曲を終える。

- 第4楽章 フィナーレ：プレスト
ハ短調、4分の2拍子、二部形式。
ハ短調の旋律とハ長調の旋律が交替し、最後はハ長調のままコーダにはいる。